# Gravelbourg (Saskatchewan)
Gravelbourg (Town of Gravelbourg) ist eine 1906 gegründete Kleinstadt im Süden von Saskatchewan, Kanada, in der traditionell Französisch gesprochen wird.
Sie liegt in einem Verkehrskorridor jeweils ca. 100 km von Moose Jaw, Swift Current und der Grenze zu den Vereinigten Staaten. Diese Region war schon für die Ureinwohner ein wichtiges Durchgangsgebiet und wurde im 19. Jahrhundert auch vom Redcoat Trail berührt. Gravelbourg ist jetzt eine wichtige Station des Trans Canada Trail.
Die Stadt war während vieler Jahre römisch-katholischer Bischofssitz. 1998 löste Papst Johannes Paul II. die Diözese Gravelbourg auf und die Pfarrkirche Our Lady of the Assumption wurde formal Konkathedrale des Erzbistums Regina. Seither ist die Stadt Namensgeberin eines Titularbistums.
Seit über vierzig Jahren ist Gravelbourg bekannt für das Collège Mathieu, ein französischsprachiges Internat für Jungen, und den inzwischen aufgelösten Couvent Jésus Marie für Mädchen.

## Söhne und Töchter
- Paul Piché (1909–1992), römisch-katholischer Bischof von Mackenzie-Fort Smith
- Donald Bolen (* 1961), römisch-katholischer Erzbischof von Regina
- Anthony Vogel (* 1964), deutsch-kanadischer Eishockeyspieler